# أليكس بايك
أليكس بايك (بالإنجليزية: Alex Pike)‏ هو لاعب كرة قدم بريطاني في مركز الدفاع، ولد في 8 فبراير 1997 في ناحية غابة والثام في لندن ‏ في المملكة المتحدة. لعب مع وست هام يونايتد.

## وصلات خارجية
- أليكس بايك على موقع قاعدة بيانات كرة القدم.إي يو (الإنجليزية)
- أليكس بايك على موقع Soccerbase.com (لاعب) (الإنجليزية)
- أليكس بايك على موقع Soccerway.com (الإنجليزية)
- أليكس بايك على موقع AS.com (الإسبانية)